# Rudolf Veselý (primátor)
Rudolf Veselý (* 5. září 1946 Zlín) je bývalý komunální politik, v prosinci 1990 byl krátce primátorem města Zlína.
Jako chemický inženýr pracoval ve Výzkumném ústavu gumárenské a plastikářské technologie ve Zlíně, před zvolením primátorem města v roce 1990 jako náměstek ředitele. V listopadu 1990 byl zvolen členem Zastupitelstva města Zlína za Občanské fórum a 11. 12. 1990 byl zvolen primátorem tohoto města. Z funkce primátora však odstoupil dne 28. 12. 1990 po medializaci pozitivní lustrace. Po deseti letech byl tento signatář Charty 77 a spoluiniciátor založení Občanského fóra ve Zlíně definitivně očištěn výnosem Městského soudu v Praze v lednu 2000. Verdikt soudu zněl: "Ing. Rudolf Veselý byl neoprávněně evidován jako osoba uvedená v ust. § 2 odst. 1 písm. b) zák. č. 451/1991 Sb. v materiálech Státní bezpečnosti."